# Conepatus semistriatus
Espèce
Statut de conservation UICN

 LC  : Préoccupation mineure
Conepatus semistriatus est une espèce de mouffettes. Elle est présente du Mexique au nord du Pérou et à l'est du Brésil.